# 너무 밝히는 소녀 알마
너무 밝히는 소녀 알마(Fa Meg Pa, For Faen, Turn Me On, Goddammit)는 노르웨이에서 제작된 야니케 시스타드 야콥슨 감독의 2011년 코미디, 드라마 영화이다. 헬레네 베르그스홀름 등이 주연으로 출연하였다.

## 출연

### 주연
- 헬레네 베르그스홀름

### 조연
- 줄리아 바체-위이그
- 헨리엣 스틴스트룹
- 마티아스 미렌
- 줄리아 샤흐트
- 아르투르 베르닝

## 제작진
- 배역: 엘렌 미첼센